# 稲荷台1号墳
稲荷台1号墳（いなりだいいちごうふん）は、千葉県市原市の養老川下流域の北岸台地上に営まれた稲荷台古墳群の一古墳。銀象嵌の文字が刻まれた「王賜」銘鉄剣（市原市指定有形文化財）が出土した。

## 概要
稲荷台古墳群は、12基から成る古墳群で、大型の前方後円墳は存在しない。1976年（昭和51年）から77年（昭和52年）に発掘調査された。
銀象嵌の文字を刻んだ鉄剣が出土した1号墳は、2号墳・3号墳に続いて造営された約28メートルの円墳である。対岸の養老川下流域南岸には、同時期に造営された墳丘全長103メートルを測る姉崎二子塚古墳があり上海上の首長の墳墓とされており、本古墳の被葬者は古墳規模と副葬品から武人であるとみられる。また、副葬品は5世紀中葉から後葉のものである。鉄剣の銘文中の「王」が誰か諸説あるが畿内の「王」とする説が有力であり、ヤマト政権による東国の武人の直接的な支配を示す具体例として重要な意味を持っている。同じような例は、埼玉古墳群の稲荷山古墳から出土した「辛亥年」鉄剣がある。

## 埋葬施設・副葬品
中央木棺と北木棺の二つの埋葬施設がある。二人の武人が相次いで埋葬された。
- 中央木棺から鉄剣3口、鋲留短甲（びょうどめたんこう）1、鉄鏃3、刀子1が出土した。
- 北木棺からは、大刀1口、鉄鏃1種、胡簶（ころく、やなぐい）金具1組、その他が出土している。
- 中央棺に埋納されていた鋲留短甲の型式から5世紀中葉、北棺の胡簶金具の型式から5世紀後葉と比定されている。

## 銘文

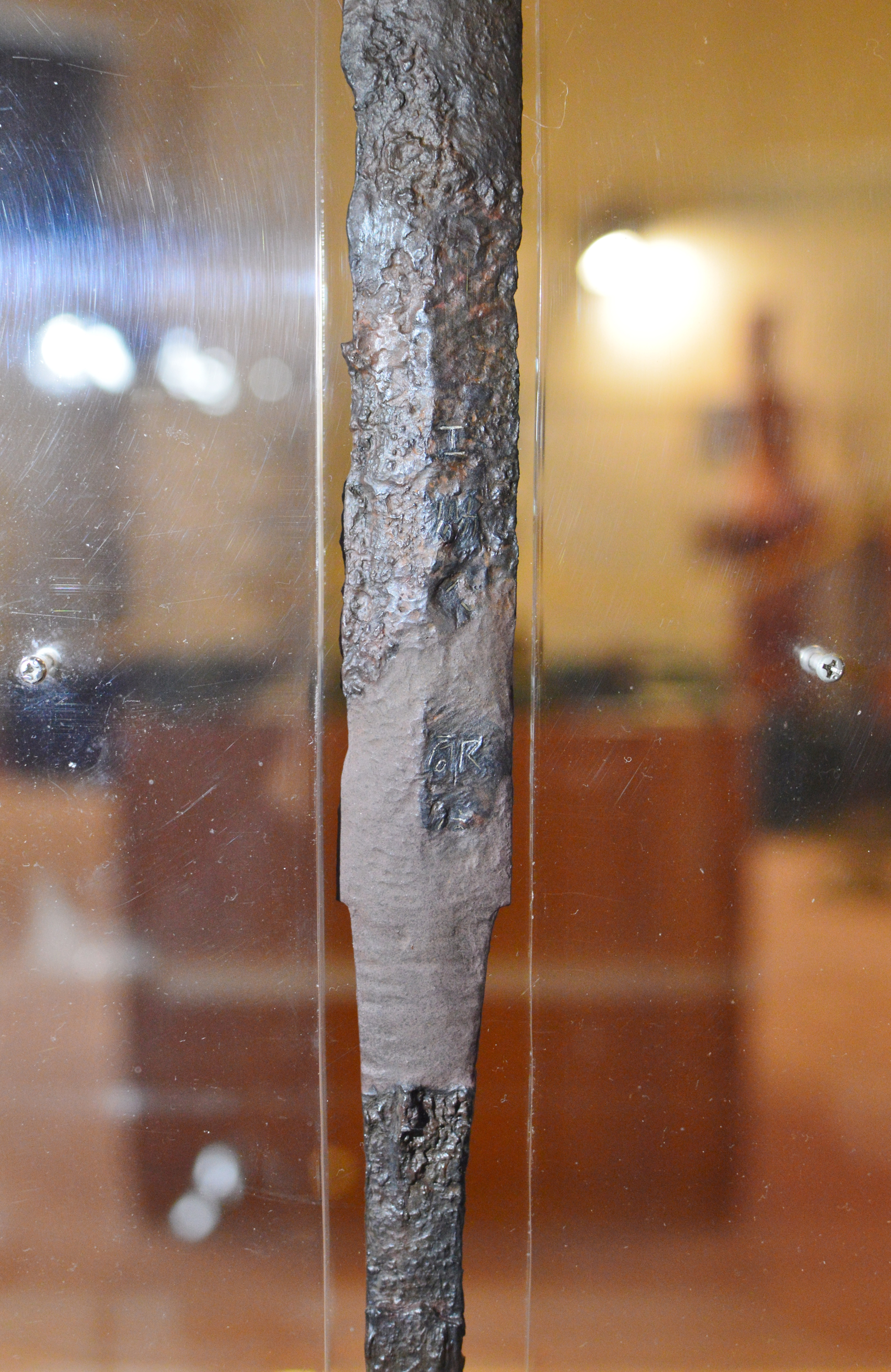
「王賜」銘鉄剣（複製）市原市埋蔵文化財調査センター展示。

（表）王賜□□敬□（安）

## 被葬者
被葬者は二人の武人であり「王」のもとに奉仕し、その功績によって銀象嵌の銘文を持つ鉄剣を下賜されたと考えられている。なお、銘文中の「王」は倭の五王の可能性がつよく「済」（允恭天皇）とする説が有力である。しかし和歌山県の隅田八幡神社所蔵の人物画像鏡の銘に「大王」の記述が見られ、この鏡の銘の癸未年を443年とすると允恭天皇は「大王」を名乗っていたと推測されることから、「王」を上海上の首長である対岸の姉崎二子塚古墳の被葬者とみる説もある。

## 出土品返還問題
稲荷台1号墳出土品の一部は、1977年（昭和52年）の調査後は市原市埋蔵文化財調査センターが保管していたが、調査団の一員だった男性が発掘調査報告書の作成を理由に1990年代に無断で自宅に持ち帰ったまま長く占有状態にあった（報告書は未完）。
市原市は2019年（令和元年）8月、出土品87点のうち、77点を強制執行で差し押さえたが、10点の行方が分かっていない。同年12月の市議会で、市は返還を求める民事訴訟を起こし千葉地裁に提訴することを決定した。